# 海谢尔海姆
海谢尔海姆（德語：Heichelheim，發音：[ˈhaɪçl̩haɪm]）是德国图林根州魏玛地区县曾经的一个市镇，面积3.52平方千米，2017年12月31日人口为304人。2019年1月1日，海谢尔海姆与另外10个市镇合并为新市镇阿姆埃特斯贝格。